# Nintendo eShop
Nintendo eShop (ニンテンドーeショップ, Nintendō e-Shoppu) és una botiga virtual per a les consoles Nintendo 3DS i Wii U, així com a la Nintendo Switch on compta amb una infraestructura especial. Té 26 milions d'usuaris.
Llançat el 6 de juny de 2011 a Amèrica del nord i el 7 de juny de 2011 a les regions PAL i Japó, la eShop va ser habilitada amb una actualització del sistema que afegeix la funcionalitat a la Nintendo 3DS en el HOME Menu. A diferència de la Nintendo 3DS, l'eShop es va posar a disposició a la data de llançament de la Wii U, encara que cal una actualització del sistema per tal d'accedir-hi També és una aplicació multitasca, el que significa que és accessible fins i tot quan un joc ja s'està executant en el fons a través del sistema de menú d'inici,encara que aquesta característica només està disponible en Wii U i Nintendo Switch. La Nintendo eShop ofereix jocs descarregables, aplicacions i informació sobre estrenes de pel·lícules i de jocs pròxims.
El 15 de febrer de 2022, Nintendo va anunciar que tancaria la Nintendo eShop de 3DS i Wii U a escala mundial a finals de març de 2023.

## Funcionalitats

### Característiques

El logotip antic de Nintendo eShop.

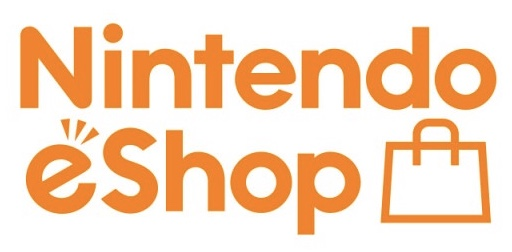
El logotip japonès antic de la botiga.

La icona de Nintendo eShop apareix com a part del Menú HOME a Wii U i 3DS i requereix una connexió a Internet per a l'accés. Inicialment, les dues versions de la Nintendo eShop entre la Nintendo 3DS i Wii U eren independents entre si. Si bé això segueix sent cert en gran manera,després de l'aplicació de Nintendo Network ID per la Nintendo 3DS, els usuaris que es registrin el mateix identificador de compte entre els dos sistemes (actualment d'una sola vegada per consola) podrien compartir certes dades entre les dues versions de la eShop, com un equilibri fons combinats, domicili, informació de la targeta de crèdit o de dèbit informació, entrades de llista de desitjos, i vincular els comptes del Club Nintendo. Amb l'estrena de la versió de Nintendo Switch de la eShop, el saldo disponible al Nintendo Network ID es pot compartir o transferir a un Compte Nintendo per ser utilitzat a la Nintendo Switch.
La eShop emmagatzema un registre de totes les descàrregues i les compres, el que permet als usuaris tornar a descarregar prèviament adquirit programari sense càrrec addicional, sempre que el programari està disponible a la botiga virtual. Descàrregues es poden iniciar immediatament,o es poden posar en cua i ser empesos a la consola mentre no està en ús o quan l'aplicació no s'està executant eShop. Els usuaris que actualitzen des d'una consola Nintendo DSi poden transferir les seves compres anteriors DSiWare a la Nintendo 3DS, exceptuant Flipnote Studio (que se substitueix per Flipnote Studio 3D) el Nintendo DSi Browser (se substitueix per l'Internet Browser (Nintendo 3DS). Una actualització el desembre de 2011 habilita una característica similar que permet als usuaris transferir les seves compres entre els sistemes 3DS. Abans de la implementació del Nintendo Network ID per a la Nintendo 3DS al desembre de 2013, se'ls va permetre només cinc transferències entre sistemes de Nintendo 3DS. El límit de les transferències del sistema, ja que s'ha renunciat de forma permanent.

### Moneda
A diferència del Canal Botiga Wii i la Tienda Nintendo DSi, que utilitzen Punts Nintendo per a les compres, la moneda de la Nintendo eShop és la de les regions, com ara dòlars o euros. Els comptes poden ser finançats ja sigui utilitzant targetes de crèdit o targetes de prepagament comprades a les botigues.

### Multitasca
La Nintendo eShop es pot accedir en qualsevol moment a través de la pantalla del menú HOME, fins i tot quan un joc ja s'està executant al mateix temps. Aquesta característica, però només està disponible a Wii U. També és possible a través de SpotPass descarregar de fons mentre que es juga, es veuen vídeos, s'escolta música, es veuen fotos, s'utilitza el navegador d'Internet o s'usa qualsevol altra aplicació en la Wii U, i en el mode suspensió en la Nintendo 3DS. En l'actualitat, 10 descàrregues poden posar en cua en un moment. L'estat de les descàrregues es pot comprovar al menú HOME en el "Download Manager". Quan s'acaba de descarregar apareix un missatge a la cantonada superior dreta de la pantalla per notificar a l'usuari que la descàrrega hagi finalitzat.

### Qualificacions populars
La Nintendo eShop suporta opinions dels usuaris de jocs, aplicacions i altres mitjans de comunicació. Després que un títol de l'eShop s'ha adquirit i utilitzat durant almenys una hora, els usuaris poden enviar una ressenya que consisteix en una gamma creixent d'un a cinc "estrelles", representatius de la qualitat del títol. Els usuaris també poden categoritzar jocs per edat i gènere,i reconeguts com a aptes, ja sigui per al hardcore o jugadors ocasionals. Wii U té integració amb Miiverse per rebre comentaris dels usuaris en la Nintendo eShop.

### Integració amb el Club Nintendo
Club Nintendo té una varietat de recompenses úniques que valen diversos punts. Un cop vinculat a Club Nintendo, cada producte descarregat a través de l'eShop es registra automàticament en el compte del Club Nintendo. L'usuari també pot llavors realitzar una enquesta per a cada producte registrat per guanyar monedes / estrelles addicionals, que després es poden bescanviar premis. A partir de desembre de 2013, els comptes del Club Nintendo ja no estan vinculats directament als comptes de Nintendo 3DS eShop, sinó més aviat al compte únic Nintendo Network ID registrat a la eShop.

## Download Software
Una extensió de la sèrie de programari descarregable WiiWare i DSiWare, aquests títols s'han creat específicament per utilitzar les capacitats de la Wii U i Nintendo 3DS respectivament. Aquestes poden ser aplicacions, vídeos o jocs.

### Videojocs físics
La majoria dels títols de programari físic de Wii U, Nintendo 3DS i Nintendo Switch estan disponibles per descarregar a través de la Nintendo eShop. El primer d'aquests títols va ser New Super Mario Bros. 2 per a Nintendo 3DS, que es va llançar a la Nintendo eShop juntament amb el seu llançament físic a l'agost de 2012. Una actualització del sistema el març de 2013 permet als jugadors transferir o desar dades d'una versió de la targeta d'un joc per a una versió de descàrrega.

### Videojocs descarregables
Qualsevol companyia de videojocs, especialment desenvolupadors de videojocs independents, poden publicar els seus propis jocs a través de la Nintendo eShop com a programari de només descàrrega, tant per a la Nintendo 3DS, Wii U i Nintendo Switch.

### Complements
Complements inclouen contingut descarregable, a més de noves característiques i pegats. Es pot afegir als dos jocs digitals i físics.

### Demos
Demo de jocs de jocs al detall i digitals han estat disponible per descarregar gratis a la Nintendo eShop des que es va actualitzar al desembre de 2011. Els desenvolupadors estan obligats a limitar el nombre de vegades que l'usuari pot accedir al joc. El primer demo que no era de franc va ser llançat al Japó el 4 d'agost de 2011 i demos gratuïtes van ser posades en llibertat al Japó el 27 de desembre de 2011 i a Amèrica del Nord el 19 de gener del 2012. A data de 9 de desembre de 2013, els Nintendo Network ID es van executar en la Nintendo 3DS, arribant a ser necessària per descarregar demos gratuïtes de la botiga virtual.

### Actualitzacions de programari
Les actualitzacions de programari, més comunament coneguts com a pegats, han estat disponibles tant en Nintendo 3DS, des del 25 d'abril de 2012 i la Wii U, des del 18 de novembre de 2012, a través d'una actualització del sistema. Aquestes actualitzacions del sistema van donar la possibilitat de posar pegats dels jocs descarregables, així com els jocs de venda al detall, tant a través de la Nintendo eShop i menú HOME. Aquests pegats tenen el propòsit principal de la fixació de les vulnerabilitats de seguretat i altres insectes, i millorar la facilitat d'ús o el rendiment. Els pegats també es poden descarregar mentre s'utilitzen altres aplicacions a través de Download Manager.

## Virtual Console
VC o CV, és una secció especialitzada del servei online de Nintendo eShop que permeten als jugadors comprar i descarregar jocs de consoles discontinuades i altre programari per a la Nintendo Wii, Wii U i Nintendo 3DS.

### Wii U
La Wii U utilitza el menú de Wii U i Nintendo eShop per accedir i adquirir títols de la consola virtual, respectivament. Jocs de la Consola Virtual de la Wii U poden ser suspesos i els usuaris també poden crear estats de guardar a qualsevol moment. El GamePad només és compatible amb aquests títols a través d'Off-TV Play.
Actualment, els títols de les biblioteques de NES, SNES, Game Boy Advance, Nintendo 64 i Nintendo DS estan disponibles per la seva compra a la botiga virtual. Tota la biblioteca de la consola virtual disponible en Wii també està disponible en Wii U, però només a través de la implementació de "Mode Wii" de la consola i el Canal Botiga Wii, per accedir i adquirir títols de la Consola Virtual. Jocs de la Consola Virtual de Wii no es poden controlar utilitzant el Wii U GamePad, encara que les versions actuals del sistema de suport de programari de visualització de Wii jocs de la consola virtual a la pantalla del GamePad, com si jugar qualsevol altre joc de Wii.

### Nintendo 3DS
La Nintendo 3DS utilitza el menú HOME i Nintendo eShop per accedir i adquirir títols de la consola virtual, respectivament. Jocs de la Consola Virtual de la Nintendo 3DS poden ser suspesos i els usuaris també poden crear estats de guardar a qualsevol moment.
Actualment, els títols de la Game Boy, Game Boy Color, Nintendo Entertainment System, Super Nintendo Entertainment System (exclusiu de les consoles New Nintendo 3DS), Sega Game Gear i TurboGrafx-16 (només al Japó) estan disponibles per la seva compra a la botiga virtual.
Van ser disponibilitzats vint jocs gratuïts de NES i de Game Boy Advance als usuaris ambaixadors. Els jocs de GBA no es van disponibilitzar posteriorment a la venta per a la resta d'usuaris.
Les característiques especials d'aquesta interpretació de la consola virtual permeten als jugadors crear punts de restauració, es guarda temporalment l'estat del joc per al seu ús posterior, i la capacitat opcional de veure jocs en màxima resolució acompanyat amb vores especials. No obstant, aquestes varien entre plataformes emulades; per exemple, els jocs de Game Boy Advance s'executen nativament, i no permeten suspendre el joc ni activar el mode d'espera.

#### 3D Classics
3D Classics són una sèrie jocs de NES/Famicom, Arcade i Sega Mega Drive/Genesis es van refer amb funcionalitat 3D afegida i característiques actualitzades, tot i que els gràfics globals conserven el seu estil d'art original i l'aparença.

## WiiWare i DSiWare
Ambdós serveis WiiWare i DSiWare originalment disponibles al Canal Botiga Wii i la Botiga Nintendo DSi respectivament, estan disponibles a la Nintendo eShop.

### WiiWare
WiiWare, per a la consola de videojocs Wii, ha estat disponible per a la Wii U des del dia del llançament, quan una actualització ha afegit suport per a la biblioteca del Canal Botiga Wii de jocs de WiiWare. A diferència de la Nintendo 3DS, el programari de WiiWare només està disponible per a baixar a la Wii U a través del mode Wii, i no en la Nintendo eShop. Igual que l'ús de programari de Wii a la Wii U, WiiWare només es pot reproduir en màxima resolució, a través del Mode Wii, i la funcionalitat del menú Wii U està desactivada mentre que el programari de WiiWare s'està jugant. Hi ha més de 450 jocs descarregables disponibles a Amèrica del Nord l'octubre de 2012. Tots els títols, amb única excepció de LostWinds, estan disponibles a la Wii U. Nintendo encara no ha revelat el destí de la biblioteca de WiiWare en el futur.

### DSiWare
DSiWare, per a la videoconsola portàtil Nintendo DSi ha estat disponible per a la Nintendo 3DS des de juny de 2011, quan una actualització ha afegit suport per al servei Nintendo eShop, que conté la major part de la biblioteca de la Tienda Nintendo DSi de jocs DSiWare. Amb algunes excepcions per a certs jocs o aplicacions com Flipnote Studio (per això Flipnote Studio 3D) i el Nintendo DSi Browser (per això Internet Browser (Nintendo 3DS)), la majoria de programari DSiWare existent està disponible per a baixar a la Nintendo 3DS a través de la Nintendo eShop. Igual que l'ús de programari de Nintendo DS, DSiWare pot opcionalment vist en la seva funcionalitat original resolució i el menú es desactiva mentre que el programari DSiWare s'està jugant. Hi ha més de 200 jocs descarregables disponibles a Amèrica del Nord a data d'agost de 2010.

## Disponibilitat
Nintendo eShop està disponible en aquestes regions:
- Alemanya
- Austràlia
- Àustria
- Brasil
- Bèlgica
- Bulgària[21]
- Canadà
- Croàcia[21]
- Dinamarca
- Eslovàquia[21]
- Espanya
- Estats Units d'Amèrica
- Estònia[21]
- Finlàndia
- França
- Grècia
- Hongria[21]
- Irlanda
- Itàlia
- Japó
- Letònia[21]
- Lituània[21]
- Luxembourg
- Malta[21]
- Mèxic
- Nova Zelanda
- Noruega
- Països Baixos
- Polònia
- Portugal
- Regne Unit
- Romania[21]
- Rússia
- Sud-àfrica
- Suècia
- Suïssa
- Xipre[21]

Com les restriccions d'accés es basen en la direcció introduïda per l'usuari i no en adreça IP, és possible que els usuaris de les regions no admesos per utilitzar el servei, tot i que encara pot haver-hi certs límits, com la incapacitat per utilitzar targetes de crèdit/dèbit per comprar contingut o afegir fons,llevat que aquestes targetes són emeses per bancs en el suport de regions.